# 比亞瓜伊

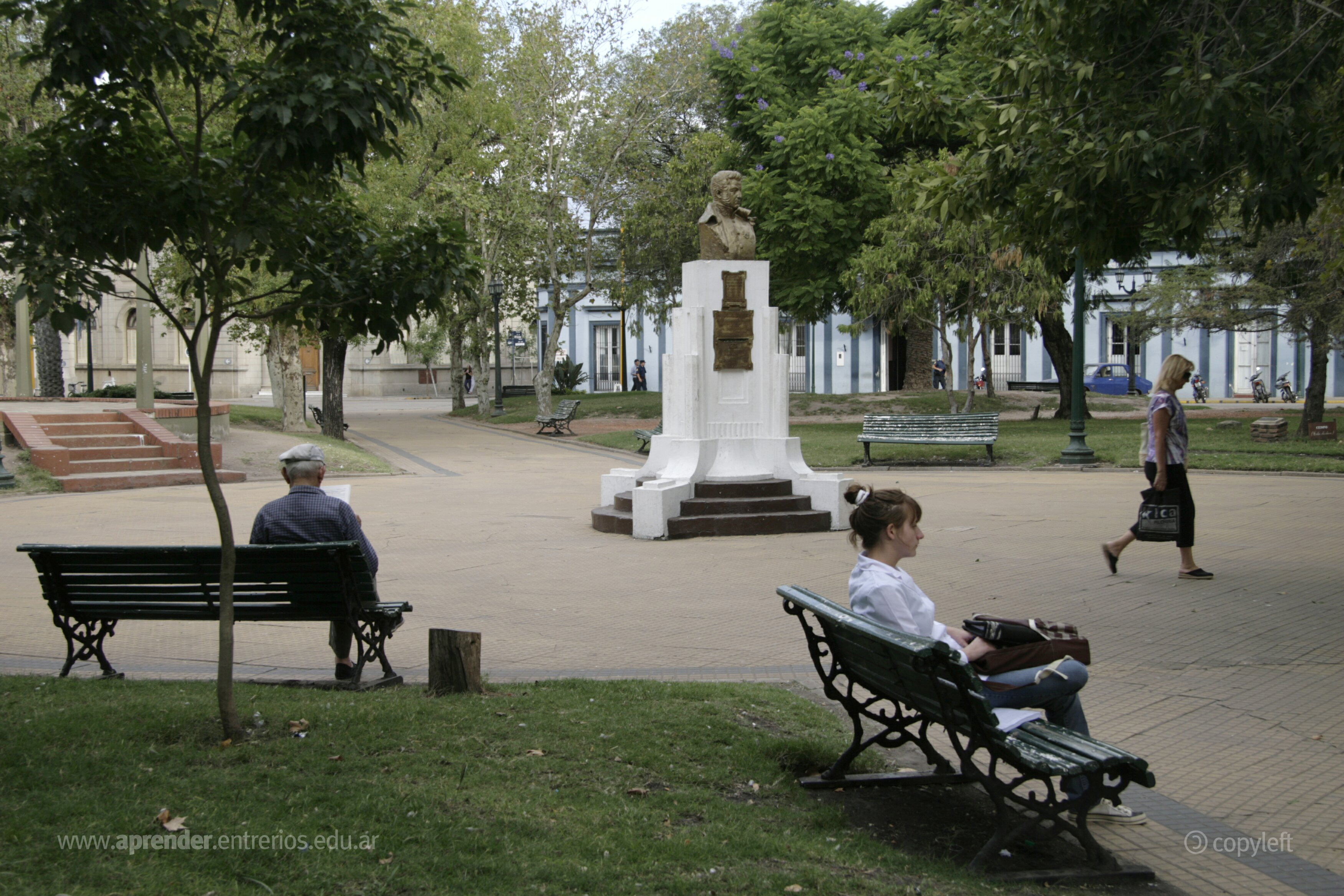
比亞瓜伊

比亞瓜伊是阿根廷的城鎮，位於該國東北部，距離首府巴拉那市155公里，由恩特雷里奧斯省負責管轄，始建於1823年11月20日，海拔高度10米，2012年人口34,730。

## 外部連結
- Villaguay.net （页面存档备份，存于） - Portal of the city.
- Villaguayguia.com - Portal of the city.
- TurismoEntreRios.com - Tourism portal of the province of Entre Ríos.